# Hendrick Berckman
Hendrick Berckman, Hendrick ook gespeld als Hendrik, Berckman als Berckmans (Klundert, 1629 - Middelburg, begraven 27 maart 1679) was een Noord-Nederlands schilder en tekenaar uit de Gouden Eeuw.

## Levensloop
Berckman was een leerling van Thomas Willeboirts Bosschaert en Jacob Jordaens in Antwerpen en verbleef enige tijd in Haarlem als leerling van Philip Wouwerman. Ook was hij actief in Leiden van 1652 tot 1654. In 1655 vestigde hij zich in het Zeeuwse Middelburg, waar hij op 27 maart 1679 begraven werd. Hoewel hij opgeleid als landschapsschilder, is hij vooral bekend om zijn portretten van hoogaanstaande personen, zo heeft hij in 1668 de portretten geschilderd van Michiel de Ruyter en zijn vrouw Anna van Gelder.

## Lijst van werken
| Titel                                                           | Datering  | Type       | Verblijfplaats                      | Afbeelding |
| --------------------------------------------------------------- | --------- | ---------- | ----------------------------------- | ---------- |
| Portret van Michiel de Ruyter                                   | 1655      | Schilderij | Zeeuws maritiem muZEEum, Vlissingen |            |
| Groepsportret afkomstig uit de Confrerie van de Bus, Middelburg | 1660      | Schilderij | Zeeuws Museum, Middelburg           |            |
| Portret van Thomas Pots                                         | 1661      | Schilderij | Rijksmuseum Amsterdam, Amsterdam    |            |
| Portret van een kind uit een koninklijke familie                | 1667      | Schilderij | Onbekend                            |            |
| Portretten van Michiel de Ruyter en Anna van Gelder             | 1668      | Schilderij | Onbekend                            |            |
| Portretten van Michiel de Ruyter en Anna van Gelder             | 1668      | Schilderij | Onbekend                            |            |
| Portret van Adriaen Banckert                                    | Ca. 1670  | Schilderij | Rijksmuseum Amsterdam, Amsterdam    |            |
| Portret van Adriaen Banckert                                    | 1672      | Schilderij | Marinemuseum, Den Helder            |            |
| Portret van Adriaen Banckert                                    | 1673      | Schilderij | Rijksmuseum Amsterdam, Amsterdam    |            |
| Portret van Michiel de Ruyter                                   | 1644-1679 | Schilderij | Rijkscollectie, Nederland           |            |
| Portret van Anthony Hulsius                                     | 1675      | Schilderij | Museum De Lakenhal, Leiden          |            |

- Biblioteca Nacional de España: XX1545437
- Bibliothèque nationale de France: cb14969487p (data)
- Biografisch Portaal: 29964793
- Digitale Bibliotheek voor de Nederlandse Letteren: berc054
- Gemeinsame Normdatei: 141926031
- International Standard Name Identifier: 0000 0000 8138 8588
- Library of Congress Control Number: no2015126103
- Nederlandse Thesaurus van Auteursnamen: 339760397
- RKD-Nederlands Instituut voor Kunstgeschiedenis: 6747
- Système universitaire de documentation: 135964377
- Union List of Artist Names: 500015834
- Virtual International Authority File: 59357230
- WorldCat: E39PBJjRVgMYp7xGFpWXwbyTpP